# Dub u Čimické hájovny
Dub u Čimické hájovny, také zvaný Dub letní u hájovny v Čimickém háji, byl staletý památný strom, nejstarší v Čimickém háji. Rostl před budovou hájovny u lesního rozcestí.

## Základní údaje
- název: Dub u Čimické hájovny, Dub letní u hájovny v Čimickém háji
- výška: 28 m[1]
- obvod: 493 cm[1]
- věk: 300 let[2]

## Stav stromu a údržba
V současnosti zůstala stromu jen vysoko nasazená koruna tvořená posledními živými větvemi na vrcholu kmene. Ten je dutý a výšce 6 metrů jej obývá puštík obecný, níže pak včely. Rovněž funguje jako útočiště xylofágních druhů hmyzu.
U stromu byl shledán veřejný zájem, kterým je ochrana zdraví a života osob, pohybujících se v blízkosti památného stromu. Bezpečnostní hledisko je v tomto případě považováno za naléhavý důvod.

## Historie a pověsti
Dub je pozůstatkem původního lesa Temeliště, který se zde v minulosti rozkládal. Současná podoba Čimického lesa je z valné části dána výsadbami na přelomu 19. a 20. století.

## Další zajímavosti
Dub ve svém díle roku 1969 zachytil akademický malíř Jaroslav Turek. Historická fotografie ze 30. let 20. století je vyobrazena na informační tabuli u dubu.

## Galerie

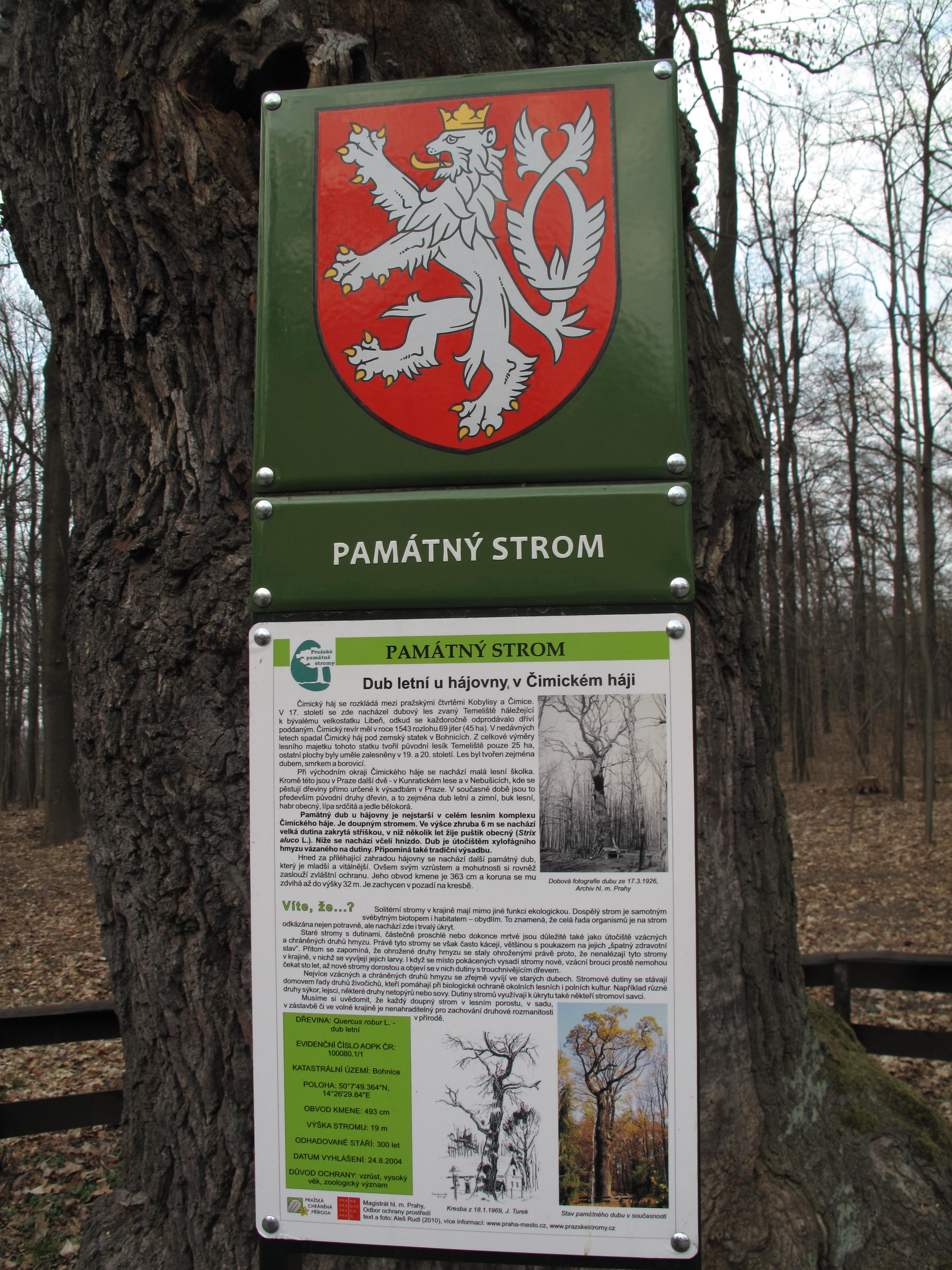
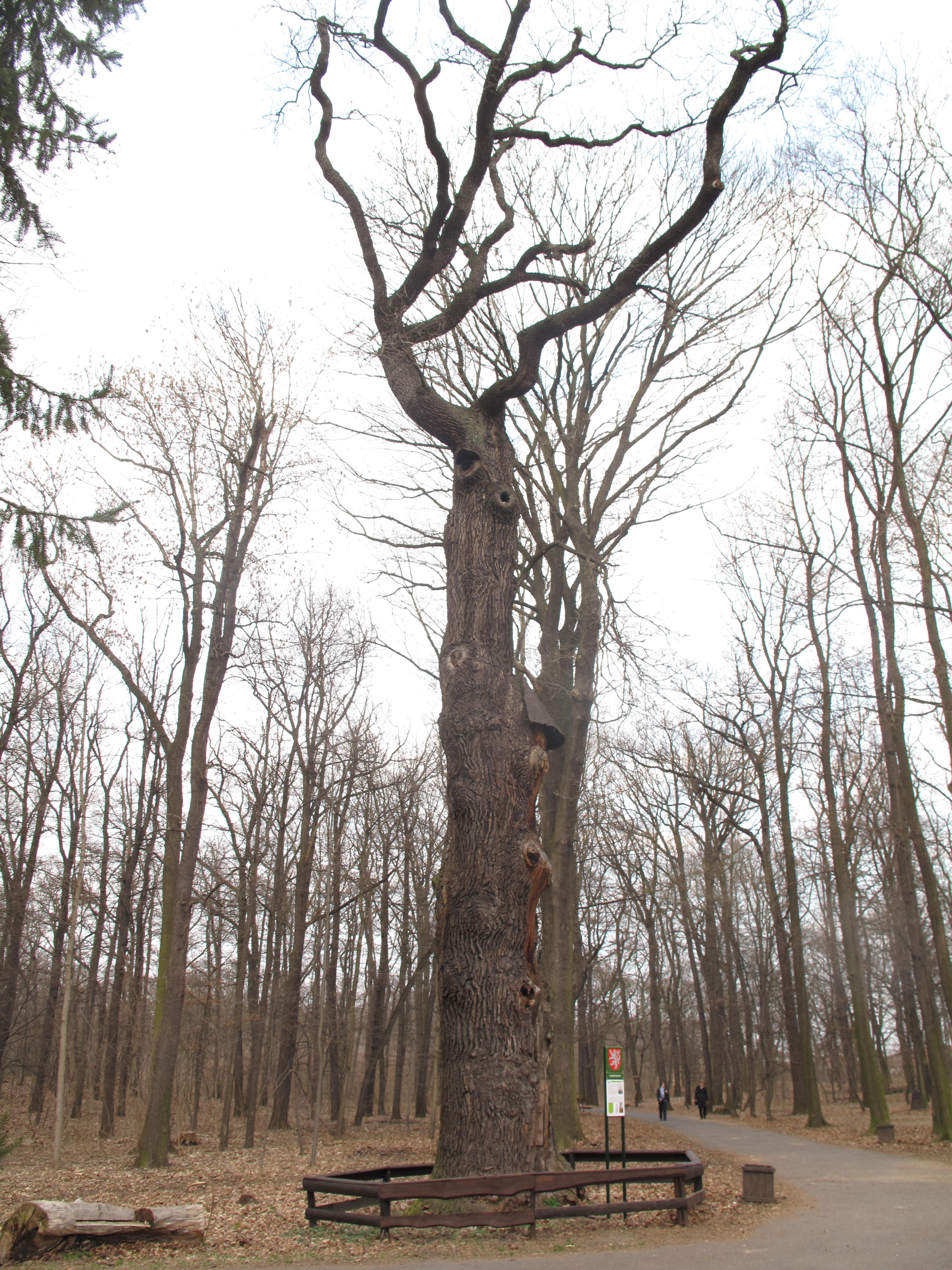
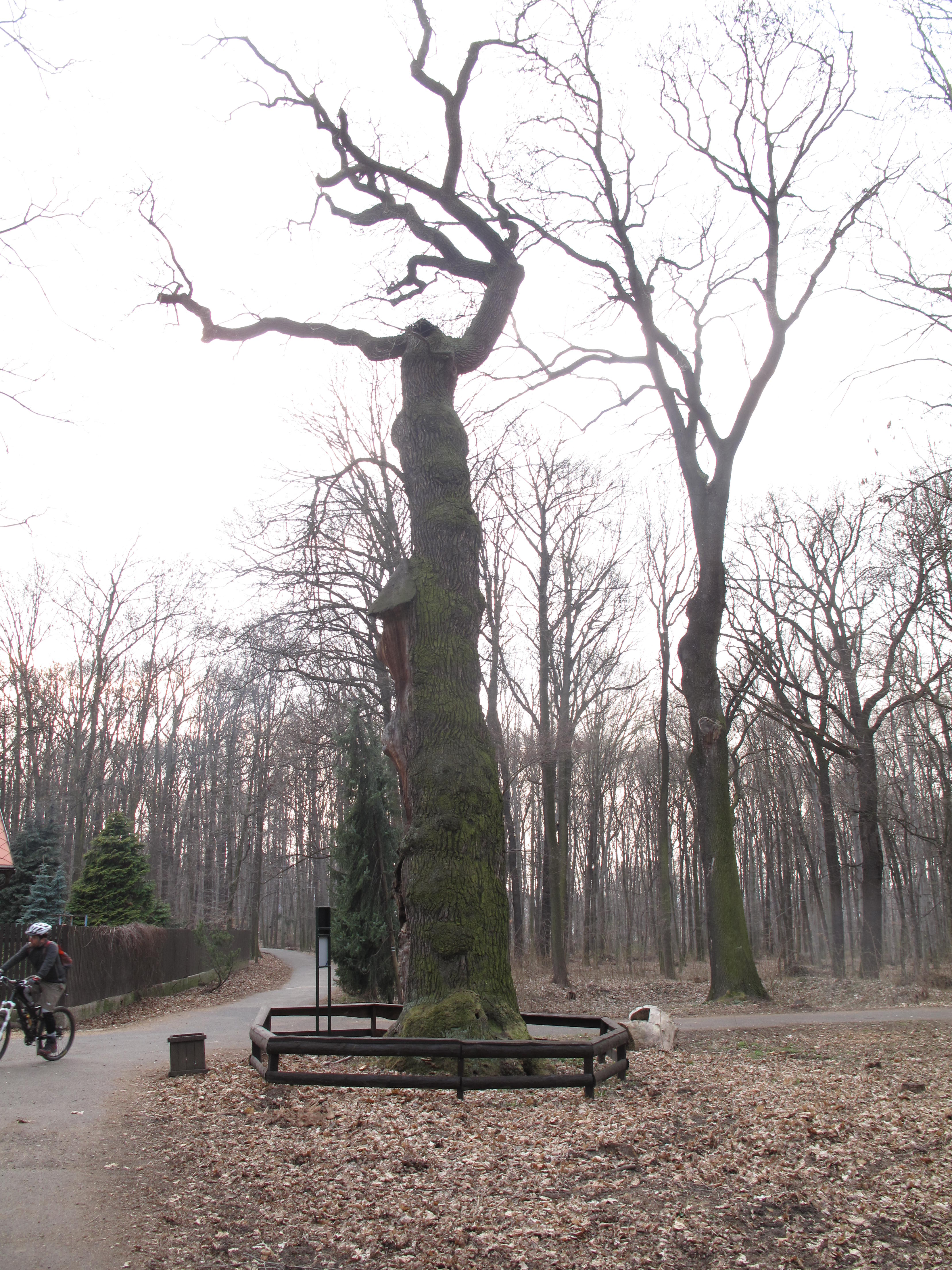
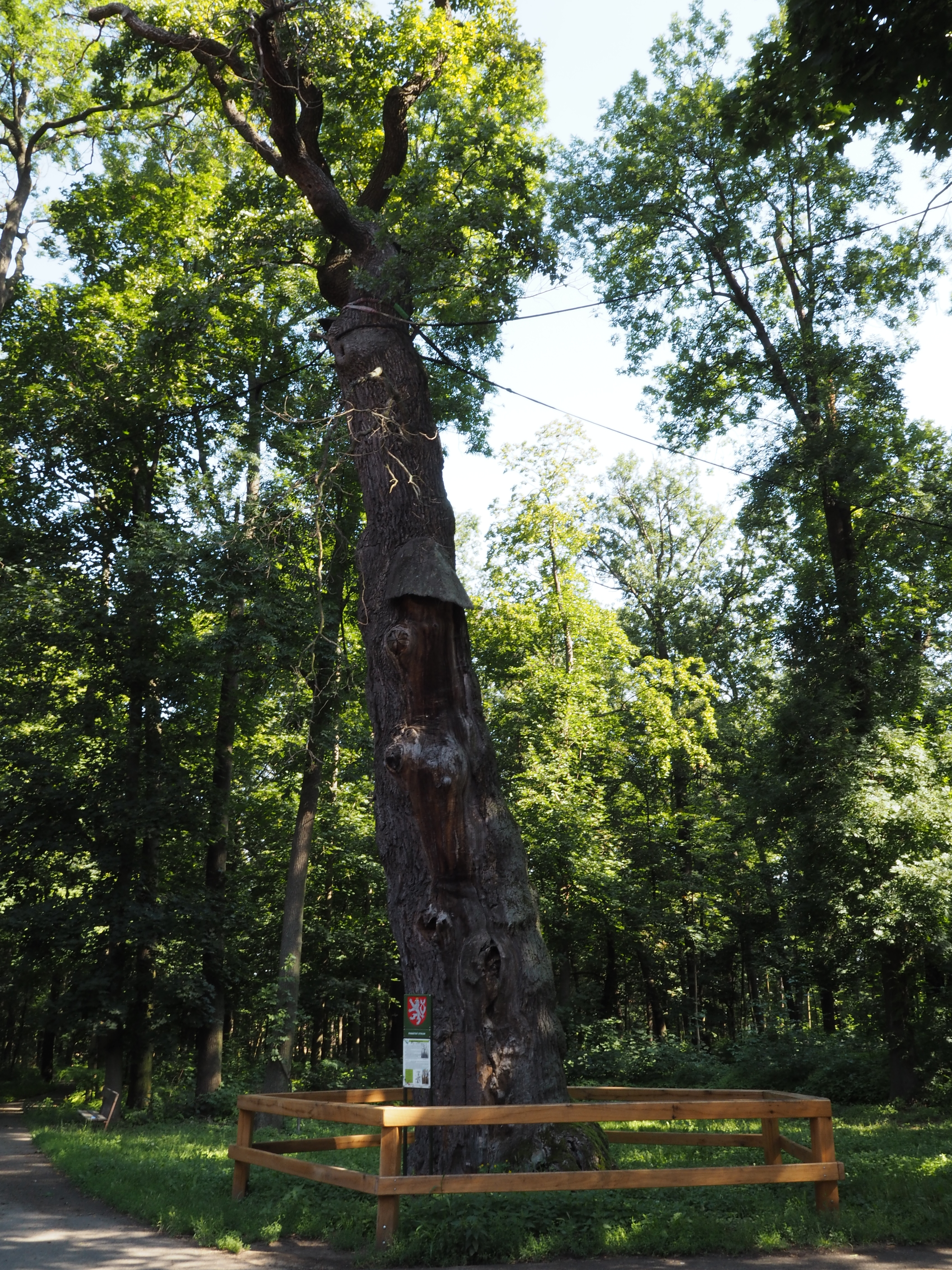
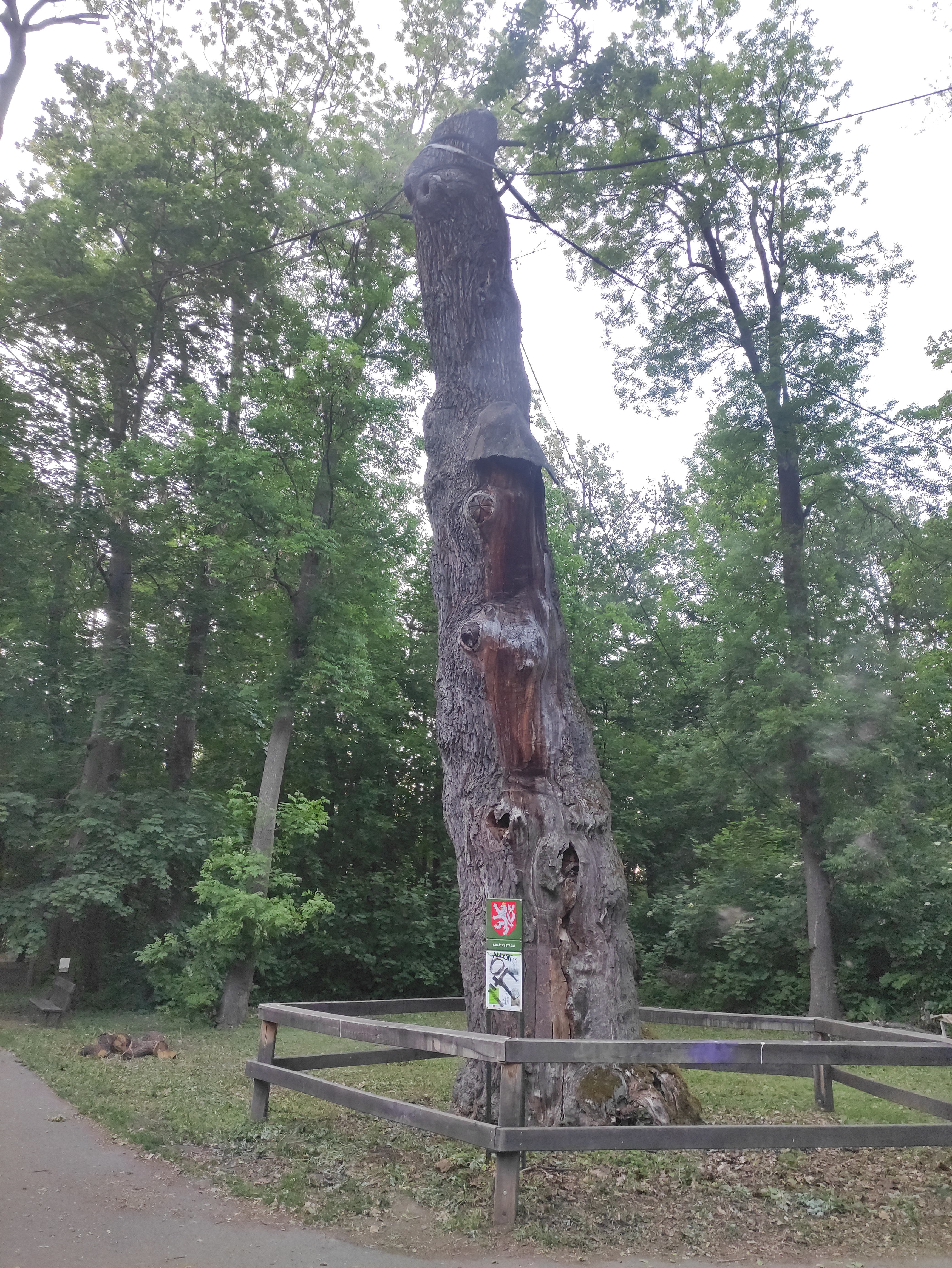

## Památné a významné stromy v okolí
- Dub za Čimickou hájovnou